# マタラム区
マタラム区(kecamatan Mataram)は、インドネシア西ヌサ・トゥンガラ州のロンボク島にあるマタラム市のマタラム地域にある行政区。

## 概要
マタラム市の中心地で、オフィスが建ち並ぶオフィス街である。

## 地理
マタラム市南部に位置する。

### 隣接自治体
マタラム市
- セラパラン
- スカーブラ
- チャクラヌガラ
- サンドゥバヤ

西ロンボク県
- ラブアピ

## 交通
- バス - スンギギ方面、ロンボク国際空港方面
- タクシー
- 馬車

## 観光スポット

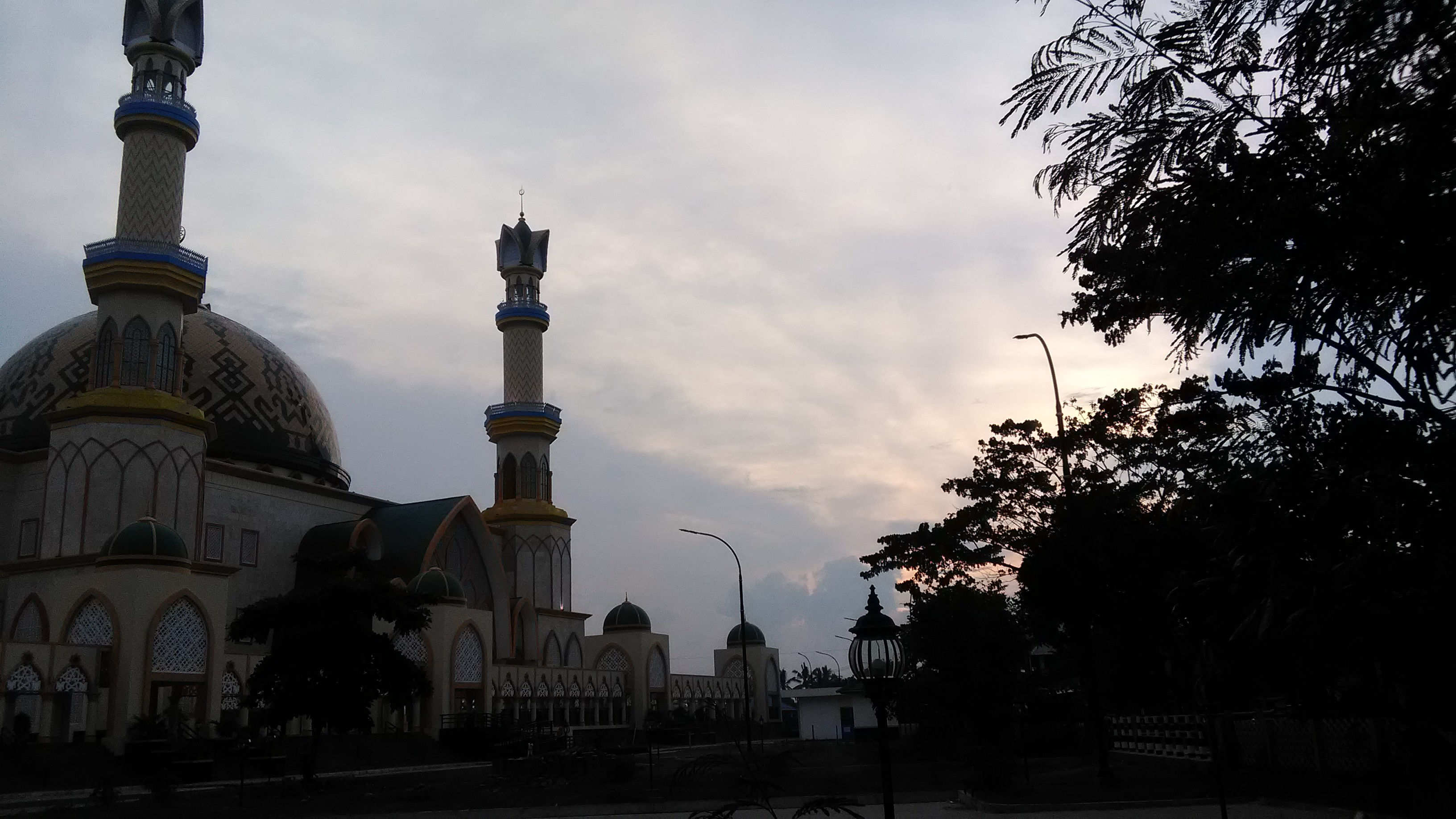
西ヌサ・トゥンガライスラミックセンター(西側)

- 西ヌサ・トゥンガライスラミックセンター - 2016年に完成した、大規模なモスク。駐車場完備。近くにバス停あり。